# Kris Vietze

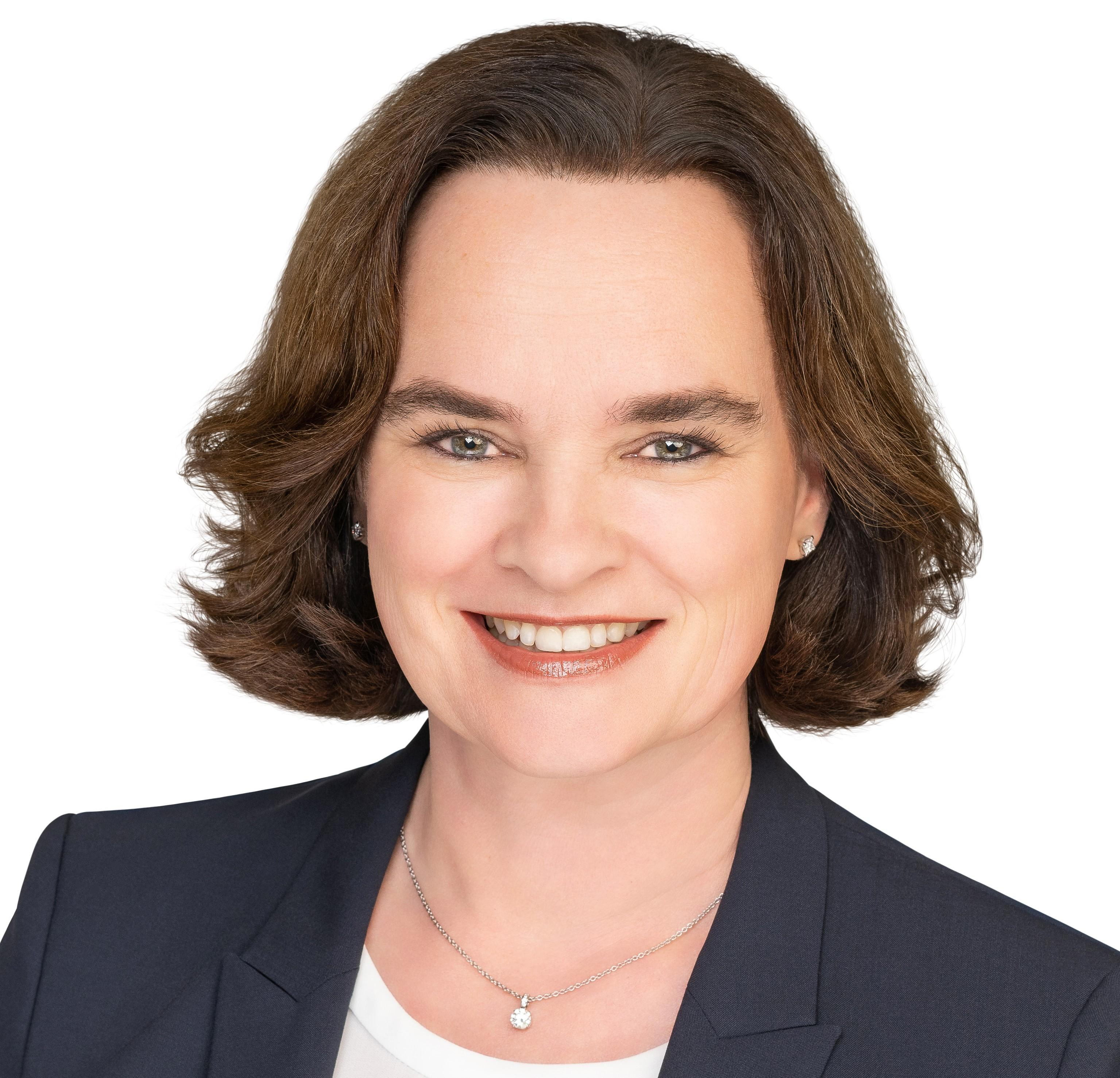
Kris Vietze.

Kris Vietze, eigentlich Kristiane Vietze (* 27. Mai 1968 als Kristiane Eickstädt; heimatberechtigt in Matzingen und Frauenfeld), ist eine Schweizer Politikerin (FDP). Seit 2023 ist sie Nationalrätin.

## Leben
Vietze ist in Matzingen aufgewachsen. Die Mutter war Kindergärtnerin, der Vater Swissair-Pilot. Sie studierte Wirtschaftswissenschaften an der Universität Zürich (lic.oec.publ.), ausserdem ist sie diplomierte Wirtschaftsprüferin.
Sie ist Präsidentin der Industrie- und Handelskammer Thurgau, Präsidentin des Vereins Schloss Herdern, einer Einrichtung für Menschen mit psychosozialen Schwierigkeiten, und Stiftungsrätin der Kartause Ittingen, Vorstandsmitglied des Thurgauer Wirtschaftsinstituts sowie Beirätin der Kantonsschule Frauenfeld.
Vietze ist verheiratet mit Oliver Vietze, dem Chef der Frauenfelder Baumer Group, und damit Mitinhaberin des weltweit tätigen Unternehmens für Sensorsysteme in der industriellen Automatisierung. Sie nimmt an den Sitzungen von Geschäftsleitung und Verwaltungsrat teil.
Sie hat zwei erwachsene Kinder und wohnt in Frauenfeld.

## Politik
Vietze ist seit 2012 Mitglied des Grossen Rates des Kantons Thurgau. Dort ist sie Präsidentin der Geschäftsprüfungskommission. Bei den Parlamentswahlen 2023 wurde sie in den Nationalrat gewählt. Sie kandidierte ebenfalls für den Ständerat, wurde jedoch nicht gewählt.